# Barret Benson
Barret Michael Benson (Willowbrook, 25 dicembre 1997) è un cestista statunitense.